# Letnie Igrzyska Paraolimpijskie 1992
IX Letnie Igrzyska Paraolimpijskie odbyły się w dniach 3-14 września w Barcelonie. Na igrzyskach startowały 82 państwa. Zostało rozegranych 487 konkurencji. Igrzyska otworzyła królowa Hiszpanii Zofia Grecka. Głównym stadionem igrzysk był Estadi Olímpic de Montjuīc.

## Dyscypliny
| - łucznictwo - lekkoatletyka - boccia - kolarstwo - piłka siedmioosobowa - goalball - judo - podnoszenie ciężarów | - strzelectwo - pływanie - tenis stołowy - siatkówka - koszykówka na wózkach - szermierka na wózkach - tenis na wózkach |

## Tabela medalowa
| Klasyfikacja medalowa |                     |       |        |      |       |
| Pozycja               | Państwo             | Złoto | Srebro | Brąz | Razem |
| 1                     | Stany Zjednoczone   | 75    | 52     | 48   | 175   |
| 2                     | Niemcy              | 61    | 51     | 59   | 171   |
| 3                     | Wielka Brytania     | 40    | 47     | 41   | 128   |
| 4                     | Francja             | 36    | 36     | 34   | 106   |
| 5                     | Hiszpania           | 34    | 31     | 42   | 107   |
| 6                     | Kanada              | 28    | 21     | 26   | 75    |
| 7                     | Australia           | 24    | 27     | 25   | 76    |
| 8                     | Drużyna Zjednoczona | 16    | 14     | 15   | 45    |
| 9                     | Holandia            | 14    | 14     | 11   | 39    |
| 10                    | Norwegia            | 13    | 13     | 7    | 33    |